# Andert-et-Condon
Andert-et-Condon és un municipi francès situat al departament de l'Ain i a la regió d'Alvèrnia-Roine-Alps. L'any 2007 tenia 325 habitants.

## Demografia

### Població
El 2007 la població de fet d'Andert-et-Condon era de 325 persones. Hi havia 130 famílies de les quals 32 eren unipersonals (8 homes vivint sols i 24 dones vivint soles), 55 parelles sense fills, 39 parelles amb fills i 4 famílies monoparentals amb fills.
La població ha evolucionat segons el següent gràfic:
Habitants censats

### Habitatges
El 2007 hi havia 168 habitatges, 138 eren l'habitatge principal de la família, 22 eren segones residències i 8 estaven desocupats. 156 eren cases i 13 eren apartaments. Dels 138 habitatges principals, 112 estaven ocupats pels seus propietaris, 21 estaven llogats i ocupats pels llogaters i 6 estaven cedits a títol gratuït; 4 tenien dues cambres, 14 en tenien tres, 28 en tenien quatre i 92 en tenien cinc o més. 112 habitatges disposaven pel capbaix d'una plaça de pàrquing. A 47 habitatges hi havia un automòbil i a 86 n'hi havia dos o més.

### Piràmide de població
La piràmide de població per edats i sexe el 2009 era:
| Homes | Edats   | Dones |
| ----- | ------- | ----- |
| 0     | 95 o +  | 0     |
| 0     | 90 a 94 | 0     |
| 0     | 85 a 89 | 4     |
| 0     | 80 a 84 | 8     |
| 4     | 75 a 79 | 4     |
| 0     | 70 a 74 | 8     |
| 8     | 65 a 69 | 12    |
| 12    | 60 a 64 | 8     |
| 20    | 55 a 59 | 12    |
| 4     | 50 a 54 | 4     |
| 16    | 45 a 49 | 12    |
| 4     | 40 a 44 | 12    |
| 12    | 35 a 39 | 8     |
| 4     | 30 a 34 | 8     |
| 4     | 25 a 29 | 8     |
| 4     | 20 a 24 | 4     |
| 4     | 15 a 19 | 16    |
| 12    | 10 a 14 | 4     |
| 8     | 5 a 9   | 0     |
| 16    | 0 a 4   | 0     |

## Economia
El 2007 la població en edat de treballar era de 201 persones, 150 eren actives i 51 eren inactives. De les 150 persones actives 138 estaven ocupades (73 homes i 65 dones) i 12 estaven aturades (4 homes i 8 dones). De les 51 persones inactives 29 estaven jubilades, 15 estaven estudiant i 7 estaven classificades com a «altres inactius».

### Ingressos
El 2009 a Andert-et-Condon hi havia 141 unitats fiscals que integraven 351,5 persones, la mediana anual d'ingressos fiscals per persona era de 19.618 €.

### Activitats econòmiques
Dels 19 establiments que hi havia el 2007, 1 era d'una empresa alimentària, 4 d'empreses de fabricació d'altres productes industrials, 1 d'una empresa de construcció, 2 d'empreses de comerç i reparació d'automòbils, 2 d'empreses de transport, 2 d'empreses financeres, 2 d'empreses immobiliàries i 5 d'empreses de serveis.
Dels 2 establiments de servei als particulars que hi havia el 2009, 1 era un taller de reparació d'automòbils i de material agrícola i 1 electricista.
L'any 2000 a Andert-et-Condon hi havia 13 explotacions agrícoles que ocupaven un total de 140 hectàrees.

## Poblacions més properes
El següent diagrama mostra les poblacions més properes.